# 棱萼母草
棱萼母草（学名：Lindernia oblonga）为玄参科母草属下的一个种。

## 扩展阅读
- 維基物種上的相關：棱萼母草